# Negeri Ratu (Pugung)
Negeri Ratu is een bestuurslaag in het regentschap Tanggamus van de provincie Lampung, Indonesië. Negeri Ratu telt 177 inwoners (volkstelling 2010).